# 阿翁莱罗什
阿翁莱罗什（法語：Avon-les-Roches，法語發音：[avɔ̃ le ʁɔʃ]）是法国安德尔-卢瓦尔省的一个市镇，位于该省中部偏西南，属于希农区。

## 地理
阿翁莱罗什（47°9'24"N, 0°26'55"E）面积33.28 平方千米，位于法国中央-卢瓦尔河谷大区安德尔-卢瓦尔省，该省份为法国中西部省份，北起萨尔特省、东北接卢瓦-谢尔省，东南接安德尔省，南至维埃纳省，西临曼恩-卢瓦尔省。
与阿翁莱罗什接壤的市镇（或旧市镇、城区）包括：谢耶、芒斯河畔克里赛、克鲁济耶、讷伊、庞祖、维莱讷莱罗谢。

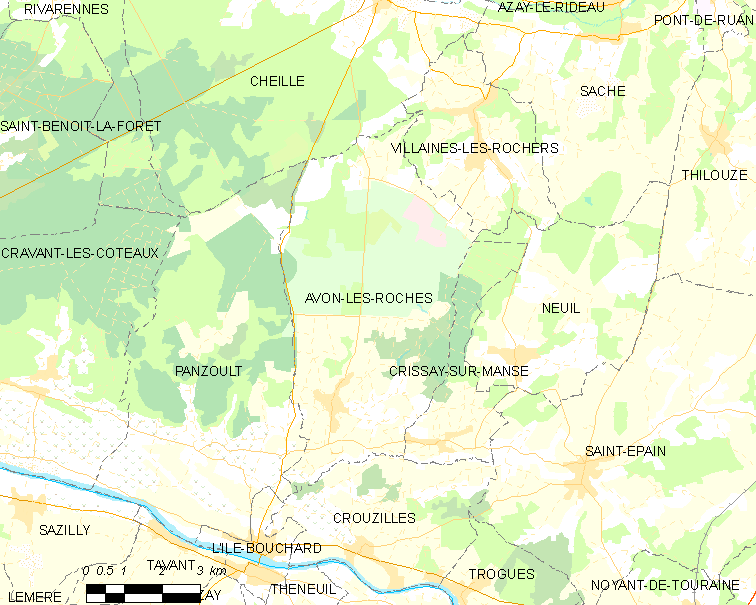
阿翁莱罗什的OSM定位图

阿翁莱罗什的时区为UTC+01:00、UTC+02:00（夏令时）。

## 行政
阿翁莱罗什的邮政编码为37220，INSEE市镇编码为37012。

## 政治
阿翁莱罗什所属的省级选区为图赖讷地区圣莫尔县。

## 人口

1962-2008年间阿翁莱罗什人口变化图示

阿翁莱罗什于2022年1月1日时的人口数量为539人。